# Ranguevaux
Ranguevaux est une commune française située dans le département de la Moselle.
Contrairement a la majorité des localités environnantes, Ranguevaux à conservé son cadre rural d'antan. Autrefois, la commune fournissait de la main-d'œuvre pour l'exploitation de plusieurs carrières de pierres dites 'de Jaumont' ainsi que pour la fabrication de charbon de bois. Une entrée piétonne permet d’accéder à la mine d’Hayange, dont les galeries s’étendent jusque sous les côtes du village. Cependant, depuis environ un siècle, la majorité de la population travaille dans l’industrie sidérurgique de la vallée de la Fensch.

## Géographie

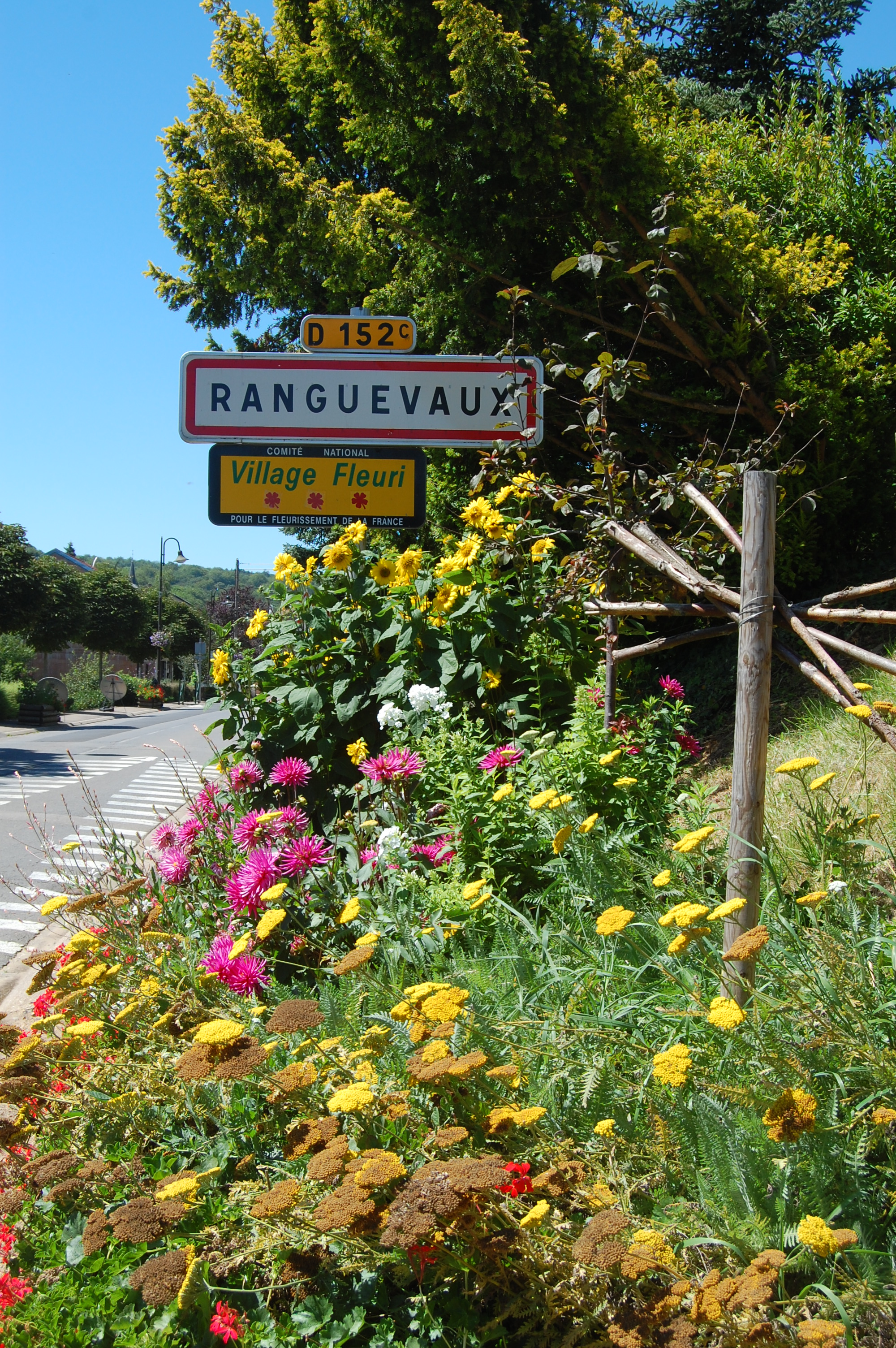
L'entrée du village.

Ranguevaux est une commune rurale située en Moselle. Le village est traversé par le ruisseau Krebsbach. Les communes voisines sont Hayange, Neufchef et Fameck.

### Communes limitrophes
| Neufchef        | Hayange                     |                |
|                 | Ranguevaux                  | Fameck         |
| Moyeuvre-Petite | Moyeuvre-Grande, Rosselange | Vitry-sur-Orne |

### Hydrographie

#### Réseau hydrographique
La commune appartient au bassin-versant du Rhin, au sein du bassin Rhin-Meuse. Elle est traversée par le ruisseau Kribsbach.

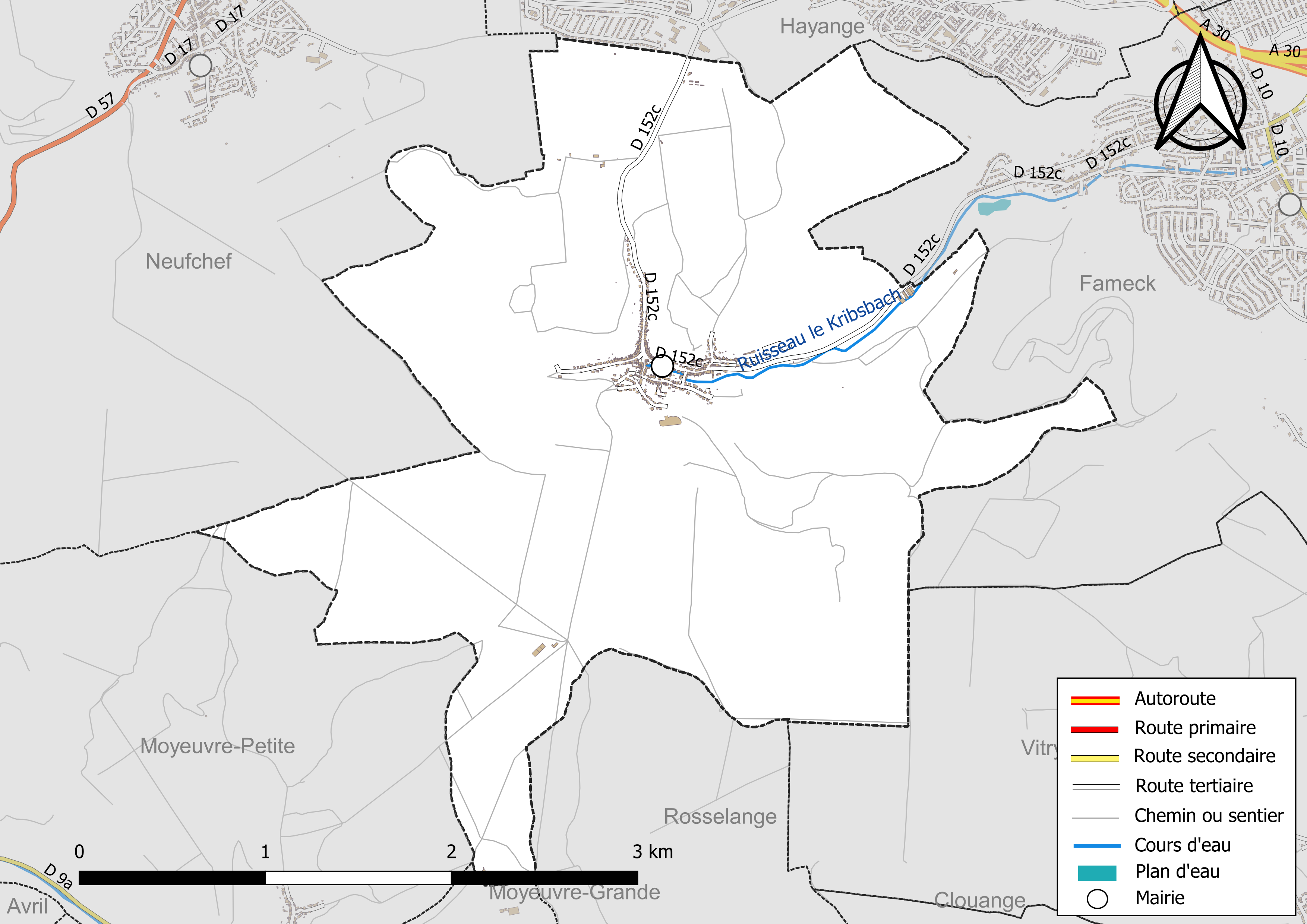
Réseaux hydrographique et routier de Ranguevaux.

#### Gestion et qualité des eaux
Le territoire communal est soumis au schéma d'aménagement et de gestion des eaux (SAGE) « Bassin ferrifère ». Ce document de planification qui s'intéresse aux anciennes galeries des mines de fer, aux aquifères et bassins versants associés, d'une superficie de 2 418 km2, a été approuvé le 27 mars 2015. L’élaboration et la mise en œuvre de ce schéma sont assurées par la région Grand Est. Il définit sur son territoire les objectifs généraux d’utilisation, de mise en valeur et de protection quantitative et qualitative des ressources en eau superficielle et souterraine, en respect des objectifs de qualité définis dans le SDAGE du Bassin Rhin-Meuse.

### Climat
Pour des articles plus généraux, voir Climat du Grand Est et Climat de la Moselle.
En 2010, le climat de la commune est de type climat de montagne, selon une étude du Centre national de la recherche scientifique s'appuyant sur une série de données couvrant la période 1971-2000. En 2020, Météo-France publie une typologie des climats de la France métropolitaine dans laquelle la commune est exposée à un climat semi-continental et est dans la région climatique Lorraine, plateau de Langres, Morvan, caractérisée par un hiver rude (1,5 °C), des vents modérés et des brouillards fréquents en automne et hiver.
Entre 1971 et 2000, la température moyenne annuelle était de 9,3 °C, avec une amplitude thermique annuelle de 16,4 °C. Le cumul annuel moyen de précipitations est de 835 mm, avec 12,5 jours de précipitations en janvier et 9,8 jours en juillet. Pour la période 1991-2020, la température moyenne annuelle observée sur la station météorologique de Météo-France la plus proche, « Malancourt », sur la commune d'Amnéville à 7 km à vol d'oiseau, est de 10,2 °C et le cumul annuel moyen de précipitations est de 884,1 mm. 
La température maximale relevée sur cette station est de 39,3 °C, atteinte le 25 juillet 2019 ; la température minimale est de −17,9 °C, atteinte le 5 janvier 1985,,.
Les projections climatiques estiment les paramètres climatiques de la commune pour la période 2041-2070, en fonction de différents scénarios d’émission de gaz à effet de serre, sur la base des données DRIAS-2020. Ils sont consultables sur un site dédié publié par Météo-France en novembre 2022.

## Urbanisme

### Typologie
Au 1er janvier 2024, Ranguevaux est catégorisée ceinture urbaine, selon la nouvelle grille communale de densité à sept niveaux définie par l'Insee en 2022. Elle se trouve hors de toute unité urbaine. Par ailleurs, la commune fait partie de l'aire d'attraction de Luxembourg (partie française), dont elle est une commune de la couronne,. Cette aire, qui regroupe 115 communes, est catégorisée dans les aires de 700 000 habitants ou plus (hors Paris),.

### Occupation des sols
L'occupation des sols de la commune, telle qu'elle ressort de la base de données européenne d’occupation biophysique des sols Corine Land Cover (CLC), est marquée par l'importance des forêts et milieux semi-naturels (77,4 % en 2018), une proportion identique à celle de 1990 (77,4 %). La répartition détaillée en 2018 est la suivante : forêts (77,4 %), terres arables (16,6 %), zones urbanisées (3,4 %), prairies (2,7 %). L'évolution de l’occupation des sols et des infrastructures communales est visible sur différentes cartes du territoire : la carte de Cassini (XVIIIe siècle), la carte d'état-major (1820-1866) et les cartes ou photos aériennes de l'IGN pour la période actuelle (1950 à aujourd'hui).

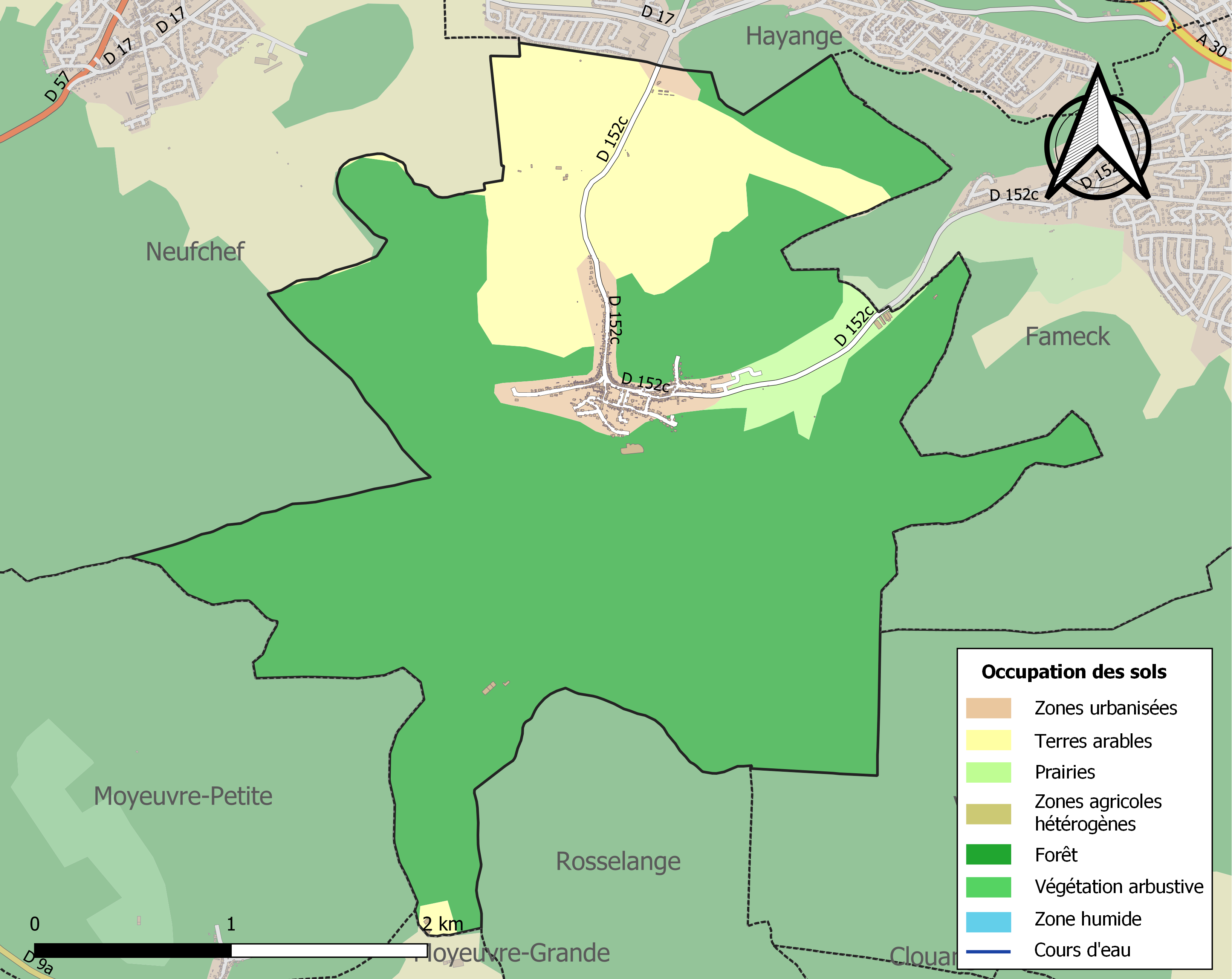
Carte des infrastructures et de l'occupation des sols de la commune en 2018 (CLC).

## Toponymie
- D'un nom de personne germanique Radinc/Radinco(n) + vallem[15]. Ce nom signifie 'val de Ranco'.
- Ranconveaux (1238), Ranconval (1275), Ranconvaul (1281), Ranconville (1328), Ranconwaulx (XVe siècle), Ranconalz (1444), Rangueval (1544), Raconval (1681), Ranguevaux (1793). Durant l'annexion allemande, la commune était nommée Rangwall.
- En lorrain roman : Ranconvau[16] ou Ranconval, en francique lorrain : Rankler et Rankel.

## Histoire
(janvier 2024).
Si vous disposez d'ouvrages ou d'articles de référence ou si vous connaissez des sites web de qualité traitant du thème abordé ici, merci de compléter l'article en donnant les références utiles à sa vérifiabilité et en les liant à la section « Notes et références ».
 (janvier 2024).
1238. La plus ancienne date connue sur Ranguevaux. Cette année-là, le comte Heinrich von Barde l'abbaye Saint Martin de Metz fit cadeau du dixième de la dîme[Quoi ?].
Le 13 août 1631, Louis Pierron de Bettainvillers, maître des forges de Moyeuvre-Grande, achète le Rouge Moulin de Ranguevaux à Charles IV, duc de Lorraine.
En 1817, Ranguevaux, alors village de l'ancienne province du Barrois, comptait parmi ses annexes les fermes de Longecoste, Moraux et Bellevue. À cette époque, il y avait 637 habitants répartis dans 93 maisons.
- En 1468, ce fut au tour de la construction de la croix liée à l’épidémie de peste noire du XIVe siècle. Le village fut épargné par cette terrible épidémie qui fit des centaines de milliers de morts. En effet en 1347, après six siècles d’absence, la peste fait à nouveau son apparition en Occident. Arrivée d’Italie, la maladie fait des ravages. Les personnes contaminées présentent des bubons noirâtres sous les aisselles et dans l’aine. Ils meurent en deux jours, trois tout au plus. On court chez les prêtres pour se confesser et chez les notaires pour faire rédiger son testament. A Givry, en Bourgogne, on procède à 630 inhumations entre les seuls mois de juin et de septembre 1348 . On cherche des boucs émissaires. On peint, sur les murs de nos églises, des danses macabres et on multiplie les processions de flagellants. On accuse alors les Juifs. On regarde mourir…Cette période correspond aux travaux de la « famille de Ranconval » sur la place de Metz, tout d’abord le maitre d’œuvre Henry de Ranconval qui construisit la porte des Allemands et son Fils Hannes de Ranconval qui réalisa la tour de Mutte de la cathédrale de Metz. Pour des raisons évidentes de maîtrise des extractions de pierres des carrières, le mécénat permit à la famille « de Ranconval » d’émerveiller et dominer ce peuple moyenâgeux. Certains historiens leur attribuent la sculpture du « Bon dieu de pitié » qui se trouve encore aux côtés de l’église Saint Barthélemy, ce qui est possible, mais une forte probabilité nous dirigerait plutôt sur leur participation à la réalisation de la Croix de la Place, tant elle est différente des sculptures de l’époque, bildstock, reliefs ou retables. Le détachement de la commune de Morlange en 1496 signe bien la mentalité des villageois qui veulent rester maître de leur destin comme en 1987, lorsque le village a souhaité reprendre sa liberté par rapport à la commune de Hayange. Cette croix fut rénovée et reconstruite les 22 août 1841 et 24 février 1844 juste avant la reconstruction de l’église qui date de 1845. Nul ne sait si elle était initialement positionnée au centre du village ou si elle y fut déplacée au moment de cette reconstruction.

## Politique et administration

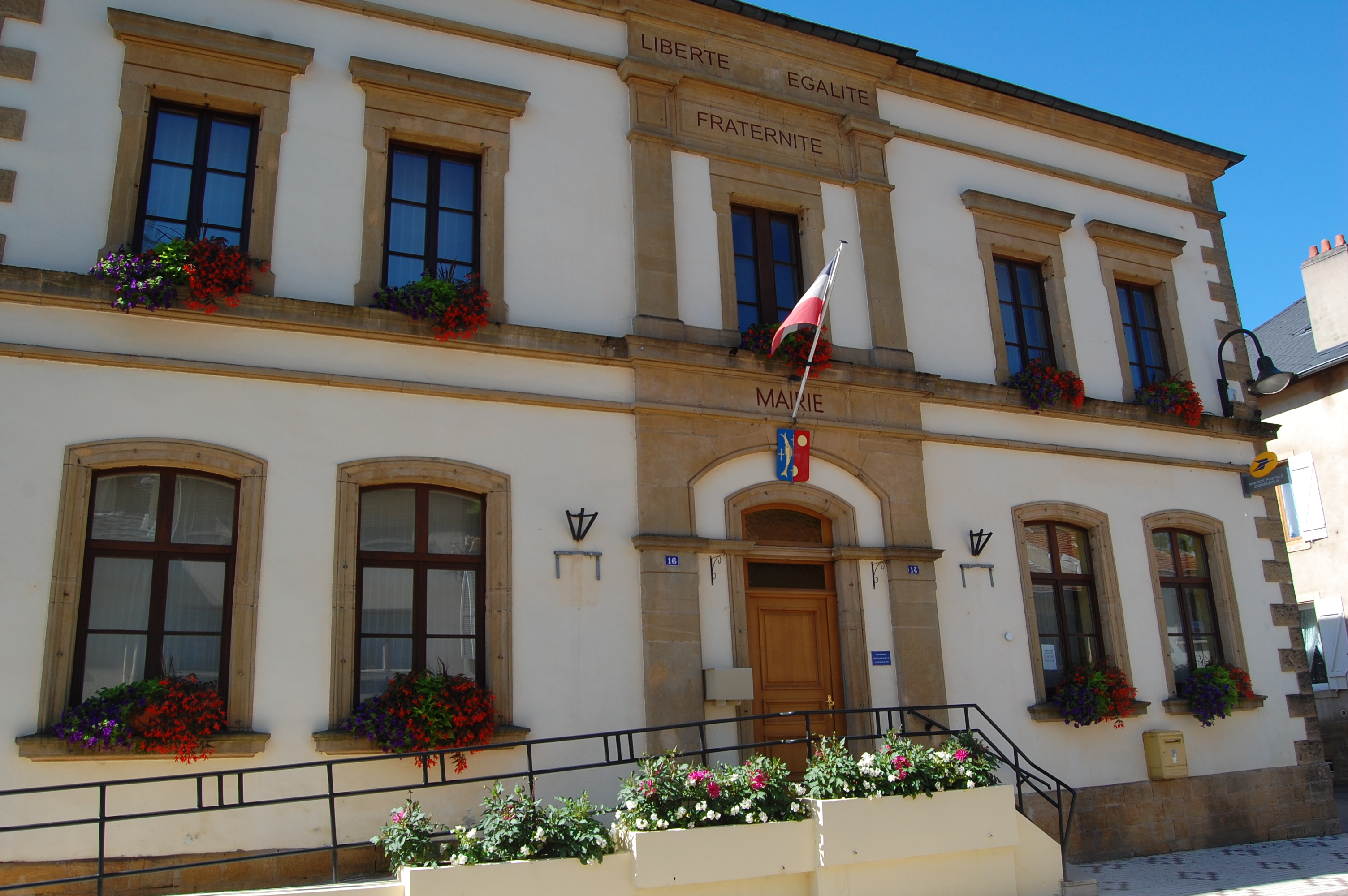
La mairie.

| Période                                  | Période  | Identité         | Étiquette | Qualité |
| ---------------------------------------- | -------- | ---------------- | --------- | ------- |
| Les données manquantes sont à compléter. |          |                  |           |         |
| 1989                                     | En cours | Philippe Greiner | DVD       |         |

## Démographie
L'évolution du nombre d'habitants est connue à travers les recensements de la population effectués dans la commune depuis 1793. Pour les communes de moins de 10 000 habitants, une enquête de recensement portant sur toute la population est réalisée tous les cinq ans, les populations de référence des années intermédiaires étant quant à elles estimées par interpolation ou extrapolation. Pour la commune, le premier recensement exhaustif entrant dans le cadre du nouveau dispositif a été réalisé en 2006.

En 2022, la commune comptait 901 habitants, en évolution de +7,78 % par rapport à 2016 (Moselle : +0,52 %, France hors Mayotte : +2,11 %).
| 1793 | 1800 | 1806 | 1821 | 1836 | 1841 | 1861 | 1866 | 1871 |
| ---- | ---- | ---- | ---- | ---- | ---- | ---- | ---- | ---- |
| 489  | 559  | 575  | 609  | 808  | 800  | 880  | 866  | 875  |

| 1875 | 1880 | 1885 | 1890 | 1895 | 1900 | 1905 | 1910 | 1921 |
| ---- | ---- | ---- | ---- | ---- | ---- | ---- | ---- | ---- |
| 821  | 830  | 859  | 880  | 902  | 848  | 808  | 814  | 767  |

| 1926 | 1931 | 1936 | 1946 | 1954  | 1962 | 1968 | 1975 | 1982 |
| ---- | ---- | ---- | ---- | ----- | ---- | ---- | ---- | ---- |
| 858  | 886  | 828  | 750  | 2 754 | 814  | 791  | 788  | 761  |

| 1990 | 1999 | 2006 | 2011 | 2016 | 2021 | 2022 | - | - |
| ---- | ---- | ---- | ---- | ---- | ---- | ---- | - | - |
| 752  | 799  | 786  | 767  | 836  | 883  | 901  | - | - |

## Culture locale et patrimoine

### Surnoms et dénominations
Ranguevaux est encore appelée le « village des sorcières » et cela provient de l'image de pauvreté de ce village qui laissait apparaître certaines légendes de figures locales qui ressemblaient à des vieilles sorcières. Il subsiste un doute sur l'état de pauvreté, car la terre était très riche et la vallée du Krebsbach très convoitées par les bourgeois messins et les seigneurs limitrophes. Il n'en reste pas moins que les habitants étaient certainement exploités et très pauvres.
Les Ranguevaloises et Ranguevalois sont surnommés « les Laws », ce qui signifie 'les loups'. Ce surnom viendrait du fait que les ouvriers, empruntant la forêt pour rejoindre les usines de la vallée de la Fensch, se déplaçaient en groupe, de jour comme de nuit, pour assurer les trois postes, équipés de lanternes et de lampes à carbure. En sortant de l'orée du bois, on disait, en patois roman, «Les laws sortent du bou» et cela leur a donné l'héritage du surnom les Laws encore utilisé et même revendiqué aujourd'hui.

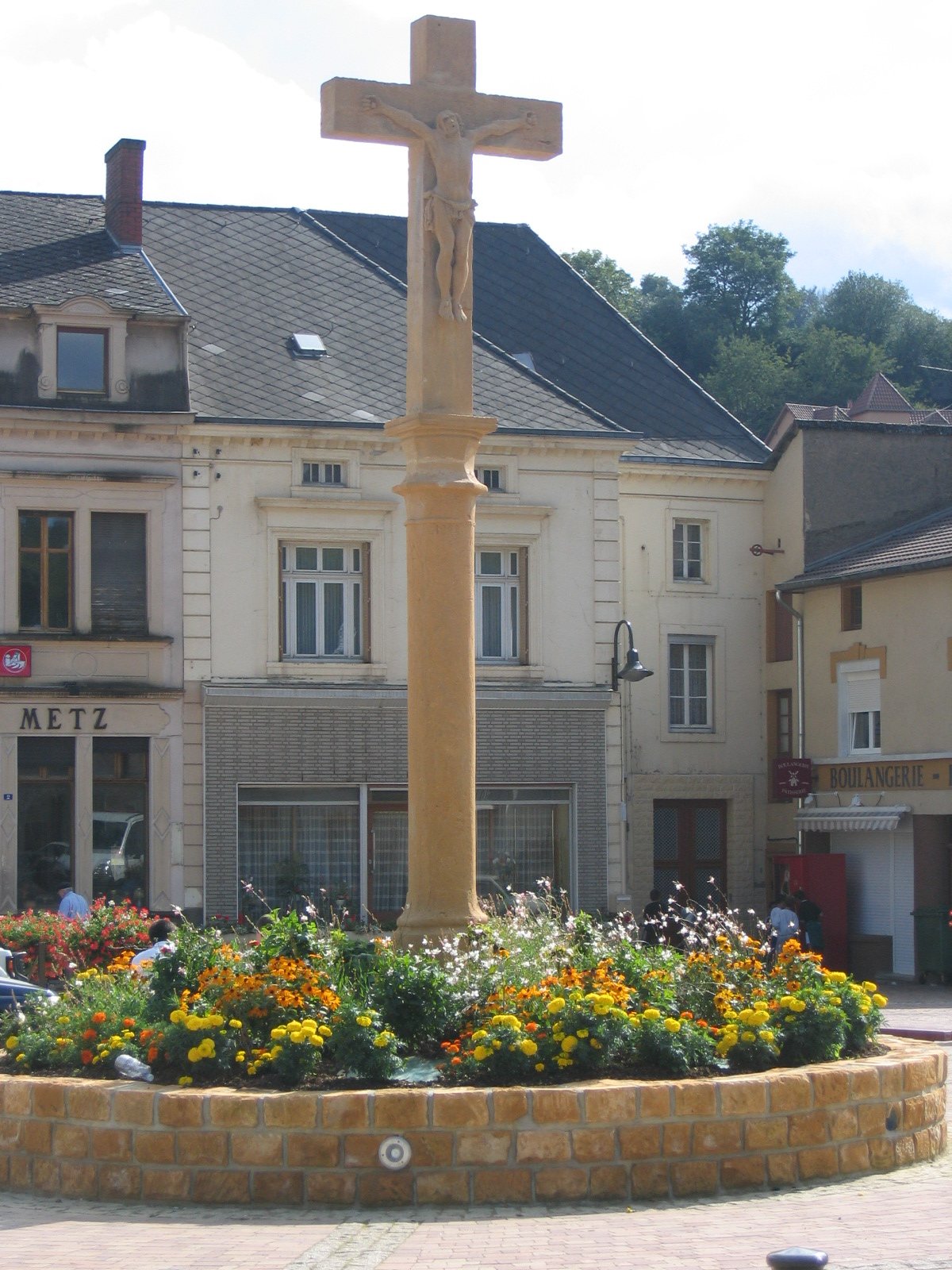
La place de la République et sa croix.

### Lieux et monuments

#### Édifices civils
- Site Sainte-Neige.
- Éperon barré du bois des Chênes.
- La place de la République, récemment rénovée, à l’origine un rond-point avec pour centre une croix.
- La fontaine « de la Gueule du Loup » alimente le village en eau provenant de la source de Ranguevaux.
- Le ruisseau de Ranguevaux, le Krebsbach (ruisseau des écrevisses) notamment appelé le « Royo » en ancien Ranguevallois, traverse tout le village pour se jeter dans la Fensch, affluent de la Moselle.
- Croix cassée.
- Le fond champ de berger.
- La petite mine (disparue) : galerie de mine datant de 1857, site en aval du village qui servait également au garde des rails d’aiguillage des trains à wagonnets de la sidérurgie et des carrières, non loin de la ruine d’un concasseur aujourd'hui reconstruit en habitation ; deux tunnels faisaient le lien ferroviaire entre Moyeuvre-Grande et Hayange.

#### Édifice religieux

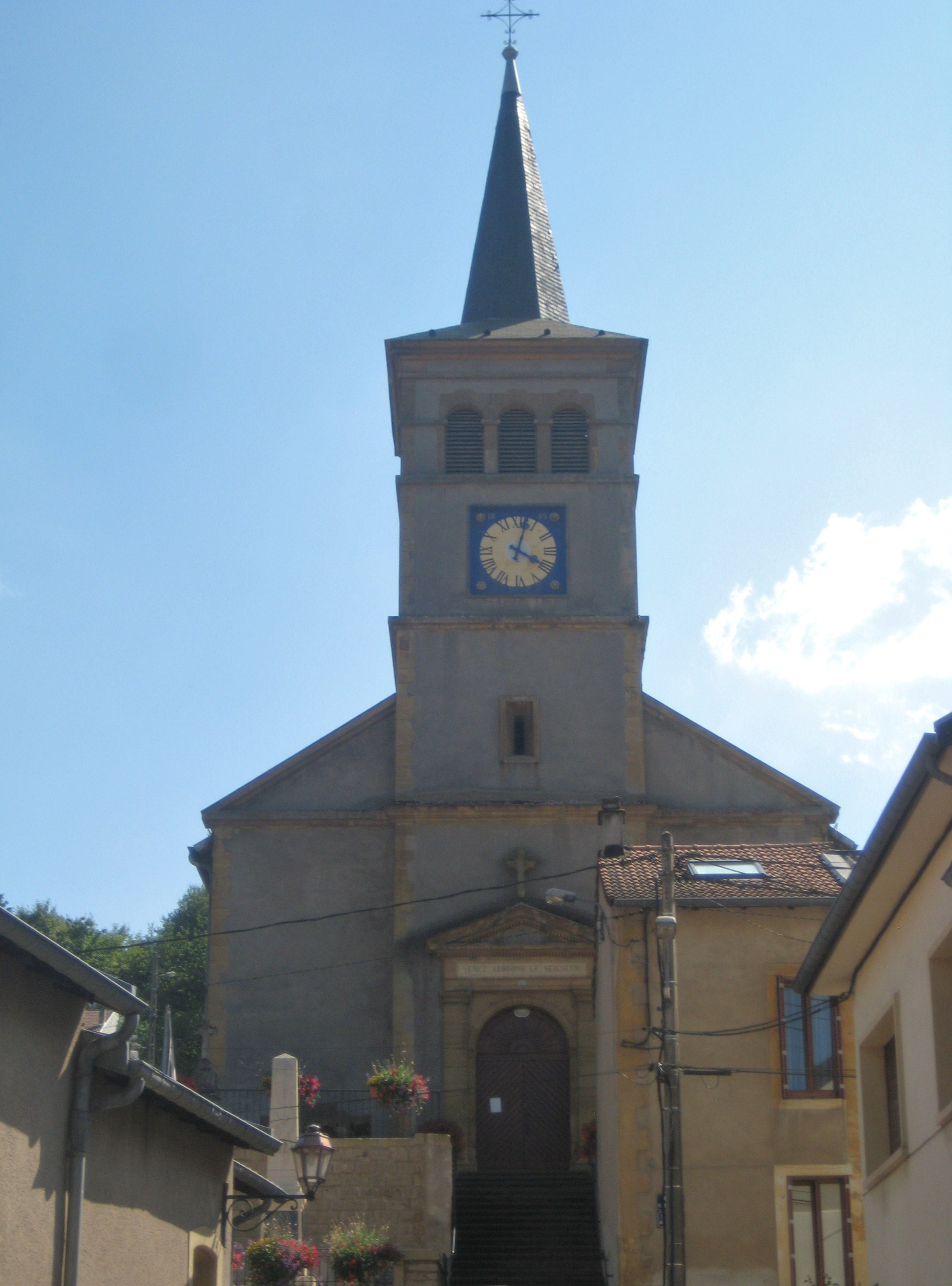
Église Saint-Barthélémy.

- L'église Saint-Barthélémy de Ranguevaux dispose en son sein de pierre des carrières taillées datant du XIIe siècle, construite en 1847 : saint Nicolas XVe siècle, saint Hubert à la chasse XVe siècle, Christ de pitié XVIe siècle

### Personnalités liées à la commune
Ranguevaux est le village d'origine des fameux tailleurs de pierre et maçons du XVe siècle : Henri de Ranconval, maître-d'œuvre de la porte des Allemands, son fils Hannes bâtit la flèche de la cathédrale de Metz 1482, Claude le Masson. Une place de Metz porte le nom de Henry-de-Ranconval.

## Héraldique
| Blason de Ranguevaux | Blason  | Mi-parti d'azur à deux bars adossés d'or cantonnés de quatre croisettes recroisetées au pied fiché du même, mi-parti de gueules à trois besants d'or. |
| Blason de Ranguevaux | Détails | Le statut officiel du blason reste à déterminer. |

## Pour approfondir